# Ceropegia bosseri
Ceropegia bosseri là một loài thực vật có hoa trong họ La bố ma. Loài này được Rauh & Buchloh mô tả khoa học đầu tiên năm 1965.